# Scaphioides siboney
Espèce
Scaphioides siboney est une espèce d'araignées aranéomorphes de la famille des Oonopidae.

## Distribution
Cette espèce est endémique de la province de Santiago de Cuba à Cuba,.

## Description
Le mâle mesure 1,28 mm et la femelle 1,43 mm.

## Publication originale
- Platnick & Dupérré, 2012 : The Caribbean goblin spider genera Scaphioides and Hortoonops (Araneae, Oonopidae), Part 1. American Museum Novitates, no 3751, p. 1-62 (texte intégral).